# بستوك (لوداب)
بستوك (بالفارسية: پستوک) هي قرية تقع في إيران في قسم لوداب الريفي. يقدر عدد سكانها بـ 42 نسمة بحسب إحصاء 2016.